# لوسيان غاودان

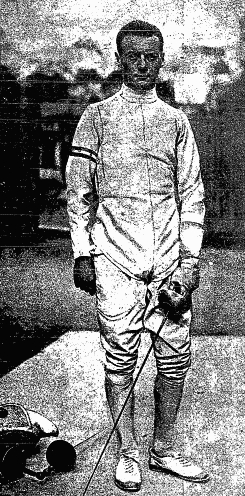
لوسيان غاودان.

لوسيان غاودان (Lucien Gaudin) هو لاعب أولمبي لرياضة مبارزة سيف الشيش من فرنسا. شارك في الأولمبياد الصيفي في 1920–1928، وفاز بما مجموعه 7 ميداليات.

## الميداليات
| ذهب | فضة | برونز | المجموع |
| 4   | 3   | 0     | 7       |

## روابط خارجية
- لوسيان غاودان على موقع أوليمبيديا (الإنجليزية)